# Bautismo de San Francisco de Asís (Antonio del Castillo)
Bautismo de San Francisco de Asís, también conocida como Bautismo de San Francisco, es una pintura del artista español Antonio del Castillo y Saavedra. 

## Historia y descripción
Fue encargado por los franciscanos del convento de San Pedro el Real de Córdoba (España) para el claustro del mismo, como parte de un conjunto de lienzos que representarían la vida de San Francisco de Asís. Esta pintura sería la número dos de dicho conjunto. La realización de esta pintura fue financiada por Gaspar de Herrera, amigo del pintor.
La pintura representa la escena del bautismo de San Francisco de Asís, justo en el momento en el cual se está derramando el agua sobre la cabeza del santo mientras es sostenido por un ángel. También se cree que aparece representado en la escena Gaspar de Herrera, al ser el financiador de la obra. En la parte inferior del lienzo el pintor escribió la leyenda «Non Fecit Alfar» (no lo hizo Alfaro) para aclarar que la autoría del cuadro no era de Juan de Alfaro, quien había pintado el primer lienzo del conjunto dedicado a San Francisco y quien había firmado el mismo con su nombre en contra de la costumbre de la época.